# Амасунзу
Амасунзу — сложная прическа, которую традиционно носят руандийские мужчины и незамужние женщины. Волосы укладываются в гребни, часто описываемые как полумесяцы. Прическа указывала на социальный статус, и до XX века на мужчин, не носивших амасунзу, смотрели с подозрением. Эту прическу также носили незамужние женщины в возрасте от 18 до 20 лет, что указывает на то, что они достигли брачного возраста.
Прическа стала традиционной в 1920 году.